# Chaundee Brown
Chaundee Dwaine Brown Jr. (Orlando, 4 de dezembro de 1998) é um jogador norte-americano de basquete profissional que atualmente joga no Atlanta Hawks da National Basketball Association (NBA) e no College Park Skyhawks da G-League.
Ele jogou basquete universitário na Universidade Wake Forest e na Universidade de Michigan.

## Carreira no ensino médio
Brown frequentou a Dr. Phillips High School em Dr. Phillips, Flórida e foi transferido para a The First Academy em Orlando, Flórida em seu terceiro ano. Em sua última temporada, ele teve médias de 24,7 pontos e 6,7 rebotes. Brown foi nomeado o Jogador Gatorade do Ano da Florida.
Ele se comprometeu a jogar basquete universitário na Universidade Wake Forest, rejeitando as ofertas de Kansas, Indiana e Flórida, entre outros. Um recruta de quatro estrelas, Brown se tornou o compromisso mais bem classificado da universidade desde Al-Farouq Aminu e Tony Woods em 2008.

## Carreira universitária
Como calouro, Brown foi titular regular em Wake Forest e teve médias de 7,6 pontos e 3,0 rebotes. Em sua segunda temporada, ele teve médias de 11,9 pontos e 4,9 rebotes. Brown teve médias de 12,1 pontos e 6,5 rebotes em sua terceira temporada.
Para sua última temporada, Brown se transferiu para a Universidade de Michigan. Ele recebeu uma isenção de elegibilidade imediata da NCAA. Ele teve médias de 8,0 pontos e 3,1 rebotes. Em 10 de abril de 2021, Brown se declarou para o draft da NBA de 2021 renunciando a um ano extra de elegibilidade universitária.

## Carreira profissional
Depois de não ser selecionado no draft da NBA de 2021, Brown assinou com o Los Angeles Lakers em 10 de agosto de 2021. No entanto, ele foi dispensado em 15 de outubro. Em 23 de outubro, Brown assinou com o South Bay Lakers como jogador afiliado.
Em 16 de novembro de 2021, Brown assinou um contrato de mão dupla com os Lakers. Ele foi dispensado em 21 de dezembro, depois de jogar em dois jogos.
Em 27 de dezembro de 2021, o Atlanta Hawks assinou um contrato de 10 dias com Brown. Depois que seu contrato expirou, ele voltou para o South Bay.
Em 9 de abril de 2022, Brown assinou um contrato de mão dupla com os Hawks e o College Park Skyhawks.

## Estatísticas da carreira

### NBA

#### Temporada regular
| Ano      | Equipe      | PJ | PT | MPJ  | AP   | 3P   | LL   | RT  | AS  | BR | TO | PPJ |
| -------- | ----------- | -- | -- | ---- | ---- | ---- | ---- | --- | --- | -- | -- | --- |
| 2021–22  | L.A. Lakers | 2  | 0  | 10.5 | .143 | .000 | –    | 1.0 | .0  | .0 | .0 | 1.0 |
| 2021–22  | Atlanta     | 3  | 2  | 27.7 | .360 | .400 | .833 | 4.7 | 1.3 | .7 | .0 | 9.7 |
| Carreira | Carreira    | 5  | 2  | 19.1 | .251 | .200 | .833 | 2.8 | .6  | .3 | .0 | 5.3 |

### Universitário
| Ano      | Equipe      | PJ  | PT | MPJ  | AP   | 3P   | LL   | RT  | AS  | BR | TO | PPJ  |
| -------- | ----------- | --- | -- | ---- | ---- | ---- | ---- | --- | --- | -- | -- | ---- |
| 2017–18  | Wake Forest | 30  | 29 | 20.9 | .411 | .342 | .806 | 3.0 | 1.1 | .2 | .2 | 7.6  |
| 2018–19  | Wake Forest | 31  | 29 | 29.0 | .408 | .323 | .840 | 4.9 | 1.2 | .7 | .2 | 11.9 |
| 2019–20  | Wake Forest | 23  | 15 | 28.2 | .456 | .322 | .831 | 6.5 | 1.4 | .5 | .1 | 12.1 |
| 2020–21  | Michigan    | 28  | 1  | 20.6 | .488 | .419 | .690 | 3.1 | .6  | .1 | .3 | 8.0  |
| Carreira | Carreira    | 112 | 74 | 24.6 | .440 | .351 | .791 | 4.3 | 1.0 | .3 | .2 | 9.9  |